# Tahyna Tozzi
Tahyna Tozzi, född 24 april 1986 i Cronulla, är en australisk skådespelare och sångare. Hon spelar Perri Lawe i TV-serien Blue Water High.
Tozzi har studerat drama vid The Art Umbrella och dans vid Dare to Dance Academy och även drama, sång och dans vid Brent Street Studios.
Tozzi spelar gitarr, piano, saxofon och trummor.

## Filmografi
| År   | Titel                    | Roll            | Noteringar |
| ---- | ------------------------ | --------------- | ---------- |
| 2009 | Beautiful                | Suzy            |            |
| 2009 | X-Men Origins: Wolverine | Emma Frost      |            |
| 2010 | Needle                   | Mary            |            |
| 2011 | Trophy Kids              | Quinn Thorndike |            |
| 2013 | The Last Light           | Jenny           |            |
| 2013 | Julia                    | Sadie           |            |

| År        | Titel                          | Roll            | Noteringar                                 |
| --------- | ------------------------------ | --------------- | ------------------------------------------ |
| 2005–2006 | Blue Water High                | Perri Lawe      | 27 avsnitt                                 |
| 2008      | The Strip                      | Kristal Cade    | 3 avsnitt                                  |
| 2008      | CSI: New York                  | Quinci Feeney   | "Forbidden Fruit" (säsong 5: avsnitt 11)   |
| 2009      | Eleventh Hour                  | Model           | "Olfactus" (säsong 1: avsnitt 17)          |
| 2009      | CSI: Crime Scene Investigation | Olivia Hamilton | "Family Affair" (säsong 10: avsnitt 1)     |
| 2011      | Charlie's Angels               | Amanda Kane     | "Bon Voyage, Angels" (säsong 1: avsnitt 3) |